# Gérard de Villiers
Gérard Adam de Villiers, más conocido como Gérard de Villiers (París, 8 de diciembre de 1929 - íd., 31 de octubre de 2013), escritor, periodista y editor francés.

## Biografía
Era hijo de Valentine Adam de Villiers y Jacques Boularan de Combajoux, un autor dramático que hizo popular su pseudónimo de Jacques Deval. La familia Adam de Villiers era una familia burguesa de apariencia noble de la isla de La Reunión. Diplomado en el Instituto de Estudios Políticos de París y de la ESJ (Escuela Superior de Periodismo) de la misma ciudad, hizo la Guerra de Argelia como oficial del ejército francés y trabajó más tarde en las revistas Rivarol, Paris-Presse, France-Dimanche y el diario electrónico Atlántico.
Tras trabajar como corresponsal en el extranjero, desde 1965 se dedicó a componer novelas de espías protagonizadas por un héroe recurrente, "Su Alteza Serenísima el Príncipe Malko Linge", que abrevió a S. A. S. Villiers escribió 200 novelas de esta saga y vendió más de 150 millones de libros, extremadamente populares no solo en Francia, sino en Alemania, Rusia, Turquía y Japón. Publicaba cuatro títulos por año entre 1966 y 2005 y cinco entre 2006 y 2013. Dedicaba quince días a la ambientación y documentación y otros quince a la redacción. Fuera de esta serie, que fue su gran éxito, escribió algunos libros de memorias: Sabre au clair et pied au plancher y Mes Carnets de grand reporter. Se le deben también algunos libros de periodismo de investigación, en especial Papillon épinglé (1970), en que desmitifica la narración pretendidamente autobiográfica de Henri Charrière, Papillon. Y, más recientemente, una pesquisa sobre el secuestro en Irak de los periodistas franceses Christian Chesnot y Georges Malbrunot.
Gérard de Villiers se describió como individuo «declaradamente de derechas, liberal, anticomunista, antiislamista, anticomunitarista, antisocialista», y declara haber sido acusado falsamente de racismo.
El 13 de enero de 2013, Gérard de Villiers, que había sido largamente ignorado, cuando no despreciado, por la crítica literaria francesa, se vio como objeto de un largo artículo del New York Times en que un famoso especialista de relaciones internacionales explicaba el valor y la pasmosa fiabilidad de las informaciones contenidas en sus novelas de espionaje. Hubert Védrine, interrogado a propósito suyo declaró: «L'élite française prétend ne pas le lire, mais ils le lisent tous.» ("lo más selecto de la sociedad francesa pretende no leerlo, pero lo leen todos"). El Courrier international publicó una traducción de este artículo en febrero de 2013.
En agosto de 2013, M, le magazine du Monde le consagró su portada y publicó un largo artículo ilustrado sobre el autor de S.A.S., revelando que Gérard de Villiers había trabajado para el SDECE ("Servicio de documentación exterior y Contraespionaje" y que utilizó sus novelas de "SAS" como arma de desinformación.
Este artículo, así como otros dos fechados en 2013, han sido reproducidos al final del volumen ducentésimo de La vengeance du Kremlin.
Murió en París el 31 de octubre de 2013 a consecuencia de una larga enfermedad. A petición suya, su deceso fue anunciado en Twitter por su abogado. Algunos periodistas y escritores le rindieron homenaje, como Renaud Girard, Vladimir Fédorovski, Jean des Cars y Jean-Sébastien Ferjou.

## Obras

### Obras literarias
Compuso desde 1965 novelas eróticas de espionaje S.A.S. que cuentan las aventuras del príncipe austriaco Malko Linge, empleado por la CIA. Sus novelas estaban en sintonía con la actualidad de su época (guerra civil y otras). Sus novelas de espionaje se caracterizan por una fuerte dosis de violencia y de erotismo. En la serie SAS emplea a menudo la expresión «pasó un ángel», hasta tal punto que algunos le atribuyen la paternidad de la expresión.

### Guionista y productor de cine
- 1980: Brigade mondaine: Vaudou aux Caraïbes de Philippe Monnier
- 1983: S.A.S. San Salvador de Raoul Coutard (guionista y productor), que presenta como estrella a Miles O'Keeffe
- 1991: Eye of the Widow (SAS - L'œil de la veuve) de Andrew V. McLaglen con Richard Young, quien interpreta al personaje de Malko Linge

### Editor
Como editor y director de colecciones, Gérard de Villiers publicó numerosos géneros de literatura, incluyendo novelas generales, fantásticas o pornográficas. Principalmente:
- Serie Brigade mondaine: novelas policiacas de Michel Brice que narran las aventuras de Boris Corentin, as de ases de la Brigada de represión del proxenetismo et de su fiel subordinado Aimé Brichot; el primero es un don Juan, el segundo padre de familia.
- Serie L'Aventurier des étoiles de E. C. Tubb
- Serie L'Implacable de Richard Sapir y Warren Murphy
- Serie L'Exécuteur de Don Pendleton
- Serie Blade, Voyageur de l'Infini, novelas de ciencia ficción creadas por un colectivo de autores bajo el pseudónimo de Jeffrey Lord
- Serie JAG (novelas de ciencia ficción en un mundo posapocalíptico), por un colectivo de autores bajo el pseudónimo de Zeb Chillicothe[11]